# Alejandro I (papa)
Alejandro I, (Roma, ¿?-c. 117) fue el sexto papa de la Iglesia católica, desde aproximadamente el año 106 hasta su muerte, en el año 117.

## Biografía
Las fechas exactas de su pontificado son objeto de polémica entre los historiadores, debido a que las fuentes son discordes.[cita requerida] En la Historia Ecclesiastica de Eusebio de Cesarea se dice que el pontificado duró del 108 al 119. El Catálogo liberiano del 109 al 116. El Liber Pontificalis solo habla del último año que sería el 116.
Los datos que ofrece el Liber Pontificalis son de dudosa historicidad. Se afirma en él que Alejandro era romano, también que habría modificado el canon de la misa para que se hiciera el recuerdo de la Pasión del Señor con la expresión qui pridie quam pateretur. 
Existe muy poca evidencia histórica de este pontífice. Ireneo de Lyon lo incluye como uno de los doce primeros papas en su obra Adversus haereses publicada en el 180 d. C.
La tradición dice que instituyó el uso del agua bendita, a la que había que añadir sal, para purificar las casas cristianas, e introdujo en la eucaristía el pan ácimo y el vino mezclado con agua.
También se dice que sufrió martirio al ser decapitado junto a San Evencio y San Teódulo, aunque esta tradición, que data del siglo V, es objeto de polémica desde que, en el siglo XIX, fueron descubiertos en la vía Nomentana, a las afueras de Roma, los restos de tres personas decapitadas y aunque en un principio se atribuyeron a Alejandro I y a sus dos compañeros de martirio y se trasladaron a la iglesia de Santa Sabina, el cuerpo que en un principio se atribuyó a este papa parece corresponder a otro santo llamado también Alejandro. De ahí la presencia de una Passio escrita entre los siglos V y VI con varios eventos milagrosos y conversiones que habría logrado antes de morir. Lo habrían clavado en distintas partes del cuerpo hasta la muerte (mientras sus compañeros fueron decapitados).
Considerado santo por la Iglesia católica, su festividad se celebra el 3 de mayo.
Hacia el año 107, a inicios del pontificado de Alejandro I como obispo de Roma, Ignacio de Antioquía escribe a los romanos ensalzando la dignidad de la Iglesia de Roma.